# Virgen del Monte (Bolaños de Calatrava)

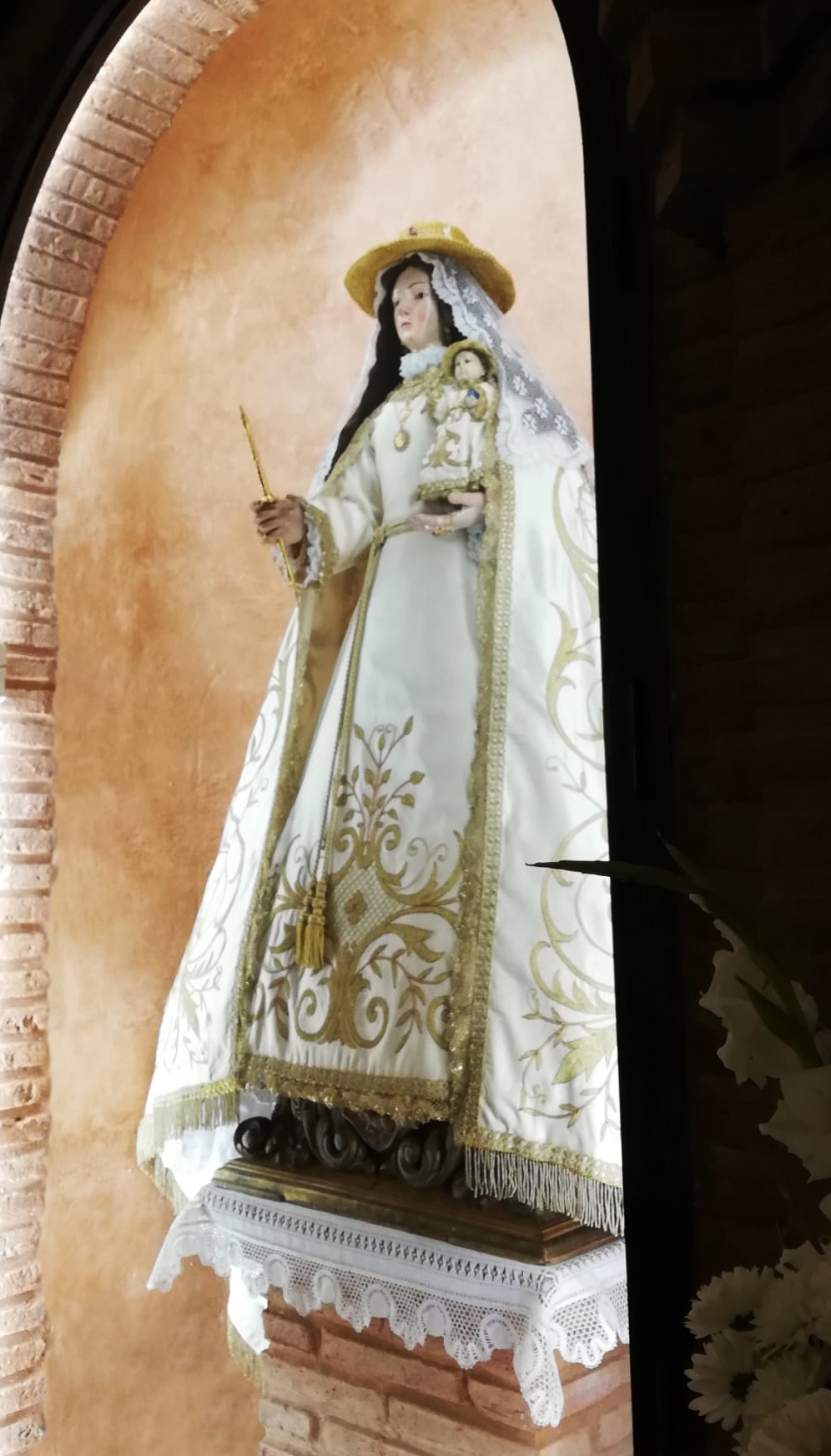
Imagen de Santa María del Monte entronizada en la hornacina de la ermita vieja de Bolaños de Calatrava (Ciudad Real).

La Virgen del Monte, cuyo nombre oficial es Nuestra Señora María Santísima de los Ángeles del Monte de la Moheda, es una advocación mariana católica, venerada en el municipio de Bolaños de Calatrava (Ciudad Real), del que es patrona.
Se trata de una talla de la Virgen, a la que se rinde culto en el Santuario del Monte, ubicado en el paraje de la antigua dehesa de la Moheda, que perteneció a la Orden de Calatrava.

## Historia

### Leyenda de su aparición
La tradición oral dice que la virgen se presentó a una pequeña pastorcilla en un pequeño promontorio una tarde del mes de abril, tocada con un gracioso sombrero pastoril. Estos encuentros se sucedieron con frecuencia bajo la frondosa encina en la que se veían la Virgen (con apariencia de pastora) y la niña con el ganado, que obsequiaba a la pastora con pequeños manojos de flores silvestres. Los encuentros sucedieron con asiduidad y normalidad hasta que un día la belleza de la señora era especialmente intensa y la niña la encontró rodeada de un halo de luz y un gran resplandor que produjo el sobresalto de la muchacha, que llena de asombro ante lo que veía, pregunto a la señora por el rebaño que ya no aparecía junto a ella, la Virgen explicó a la niña que ella era la pastora del pueblo de Dios, al lugar acudió el padre de la joven que dio fe del suceso y comunicó a las autoridades de la villa el divino acontecimiento. En aquel lugar se empezó a construir una pequeña ermita y bajo el altar mayor de la misma quedó el tronco de la vieja encina donde la Virgen había querido encontrarse con la joven. De este modo narra la leyenda el comienzo de la devoción mariana y el culto en la pequeña ermita del siglo XIII dedicada a "María Santísima de los Ángeles del Monte de la Moheda", más conocida como la Virgen del Monte.

### Hechos históricos

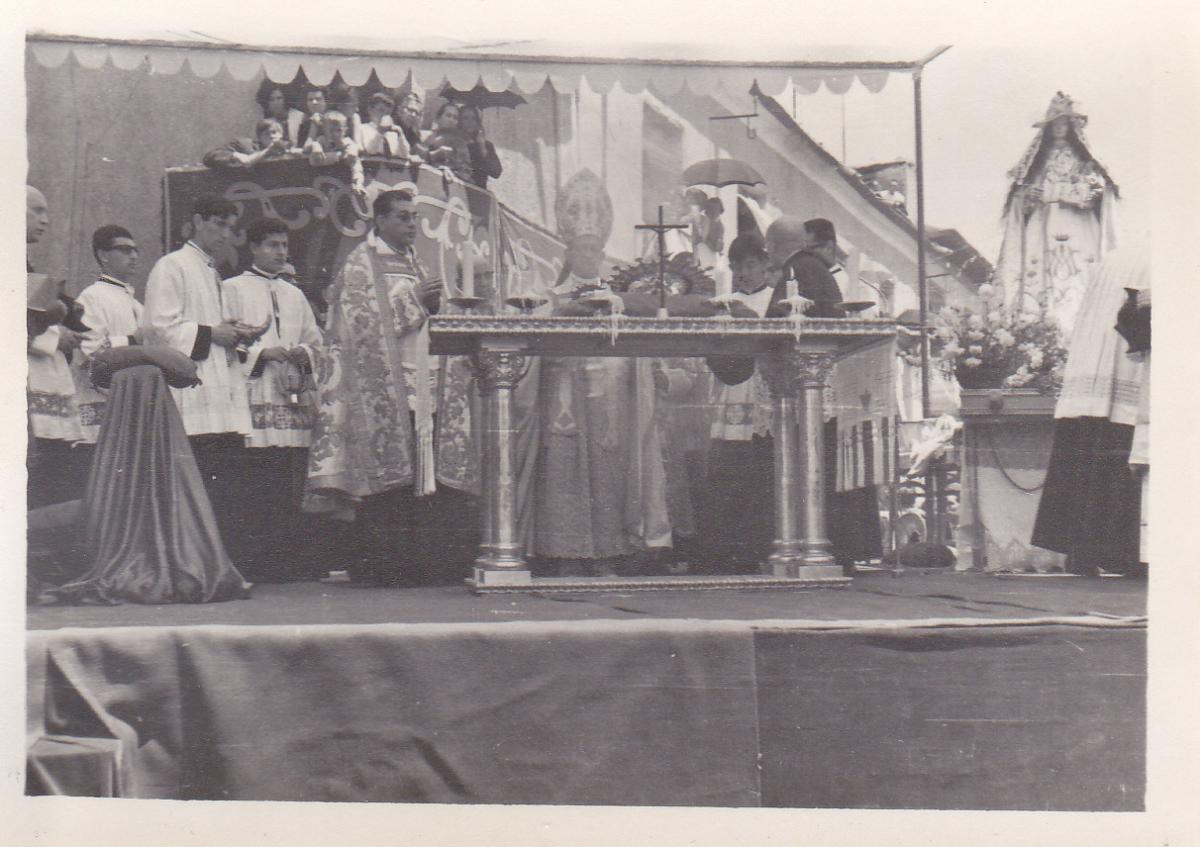
El Nuncio de su Santidad el Papa, Monseñor Antonio Riberi, celebrando la Solemne Eucaristía Pontificia de la Coronación Canónica de la Santísima Virgen del Monte, en la Plaza de España de Bolaños de Calatrava (Ciudad Real) el 22 de mayo de 1966

Durante el transcurso de la guerra civil española, el 9 de agosto de 1936, fueron destruidas todas las imágenes sagradas del municipio, a excepción de esta imagen y la de Nuestro Padre Jesús Nazareno. Por desgracia, unos días después fue trasladada al municipio y hecha pedazos en la plaza del ayuntamiento, salvándose únicamente la cabeza, que fue recuperada por una mujer emparentada estrechamente con los destructores. La cabeza de la imagen fue guardada por esta mujer en un pajar durante todo el conflicto y después junto a otros objetos religiosos profanados en un pozo seco, donde permanecieron hasta acabar la contienda. Finalizada la guerra y aprovechando esta reliquia se hizo una nueva imagen de talla en las partes visibles quedando el resto como bastidor para vestir.
Una vez pasada la posguerra, la misma imagen venerada por antepasados, oculta por ellos al llegar la invasión, y castigada por la guerra fue coronada canónicamente en la misma plaza donde años antes había sido profanada. El acontecimiento tuvo lugar el 22 de mayo de 1966 en un acto donde Monseñor Antonio Riberi, nuncio apostólico en España, coronó la imagen en homilía pontifical, en la que estuvo acompañado de Juan Hervás Benet, obispo de Ciudad Real y el resto de autoridades y población. El acto fue preparado en todo detalle por tres comisiones de trabajo que se ocupaban de la planificación, organización y ejecución, por encima de ellas y con la concurrencia de todos los comisionados hubo una comisión superior y un órgano gestor y coordinador, todo un esfuerzo estratégico que fue recompensado por la Santa Sede:

«...encomendamos con estas letras y bajo nuestra autoridad apostólica a éste Ordinario de Clunia estas cosas para que, en el día por él mismo sea elegido y después de la misa solemne y conforme al ritual y a la fórmula prescrita, imponga en nuestro nombre y autoridad la corona de oro a la sagrada imagen de la Beatísima María Virgen del Monte, que en la Iglesia Parroquial de San Felipe y Santiago de la Ciudad de Bolaños de Calatrava dentro de los limites del Priorato Cluniense, se custodie y venere piamente...Dado en Roma junto a San Pedro, bajo el anillo del Pescador, el día 9 de mayo del año 1966, año tercero de nuestro pontificado. Firmado Cardenal Cicognani de los asuntos públicos de la Iglesia».

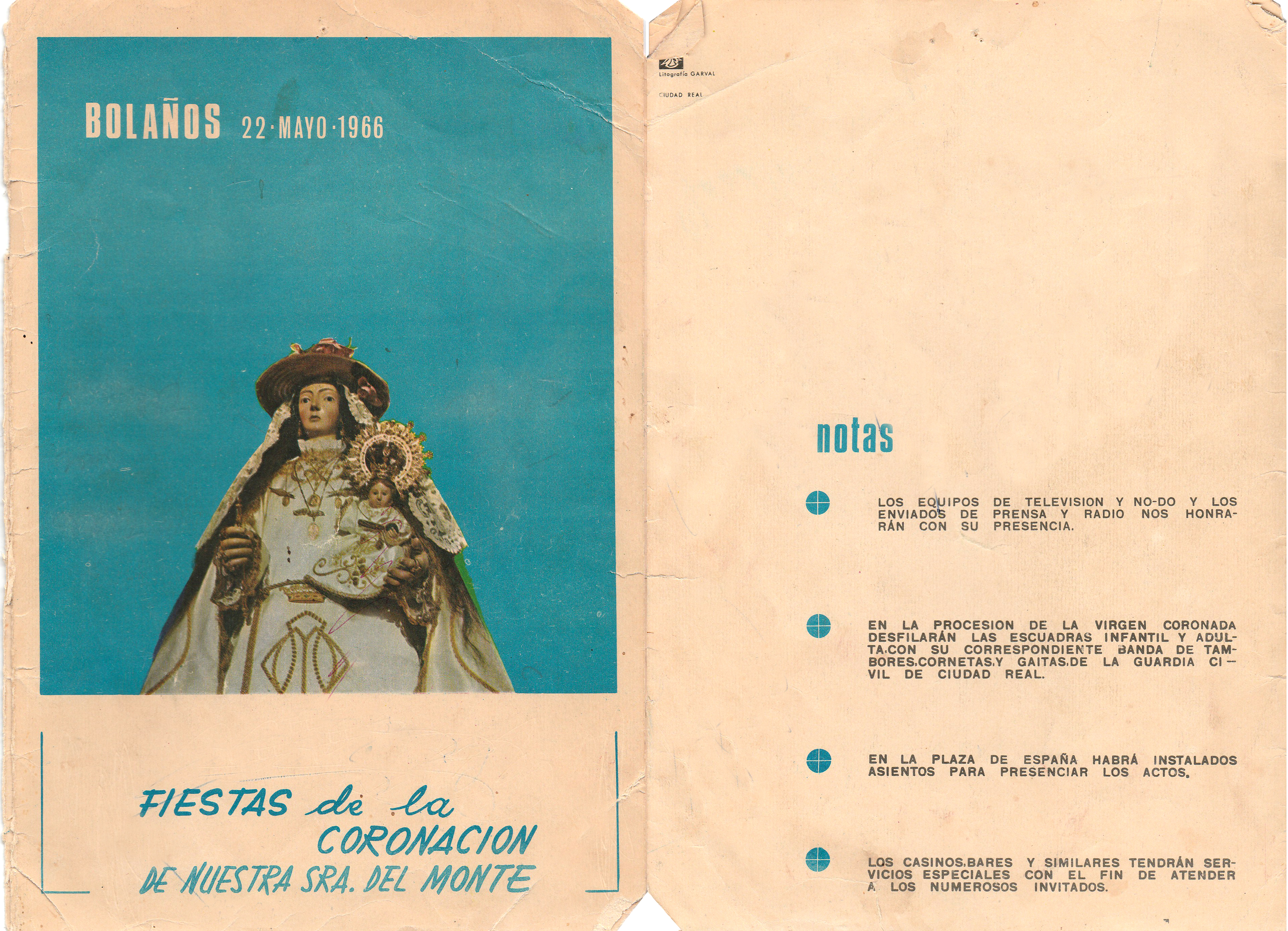
Programa de la Coronación Canónica, 1966

Desde el año siguiente a la coronación se instituyó la subasta del "estadal" (medalla de oro de 24 mm con la efigie de la Virgen por un lado y el año correspondiente por el otro) que se realiza a las puertas de la ermita grande el día de la romería una vez finalizado el desfile procesional. En el año 2020 la romería fue suspendida por primera vez desde la reanudación del culto tras la Guerra Civil. La pandemia del Coronavirus obligó a la suspensión de la fiesta, celebrándose únicamente la solemne eucaristía a puerta cerrada y retransmitida por las redes sociales. Durante todo el confinamiento se celebró un rosario diario a las 20:00 horas desde la ermita pequeña de la Virgen. Del mismo modo fue suspendida la traída de la Virgen, así como la procesión del 15 de septiembre y el resto de actos enmarcados dentro de las fiestas patronales. A pesar de que la imagen de la Virgen del Monte no se trasladó a la Iglesia de San Felipe y Santiago, sí que se celebró el novenario tradicional del 15 al 23 de septiembre desde dicho templo parroquial y fue retransmitido por las redes sociales.

## Festividades en su honor

### Laromería Virgen del Monte

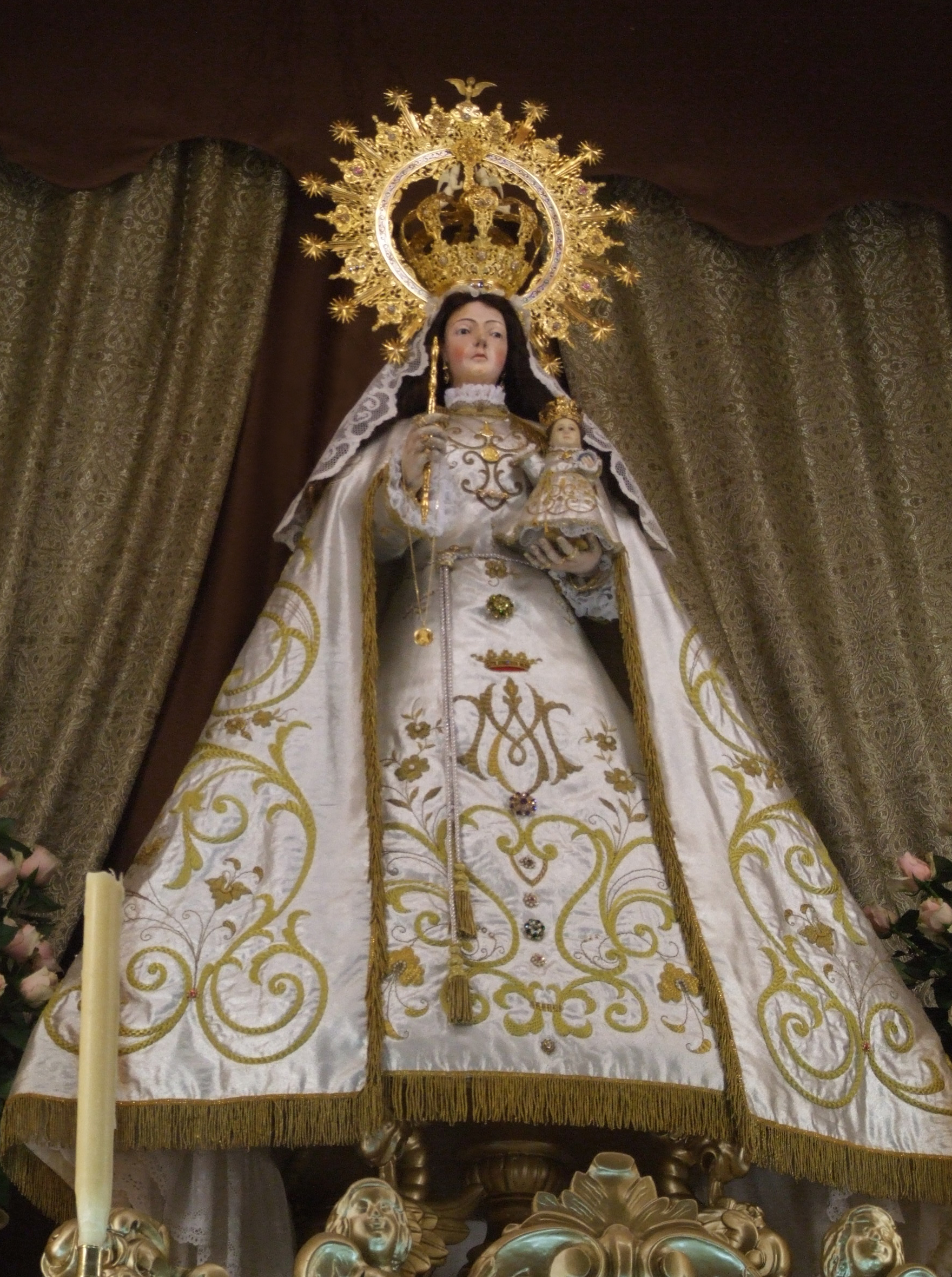
Nuestra Señora del Monte en el camarín. Año 2011

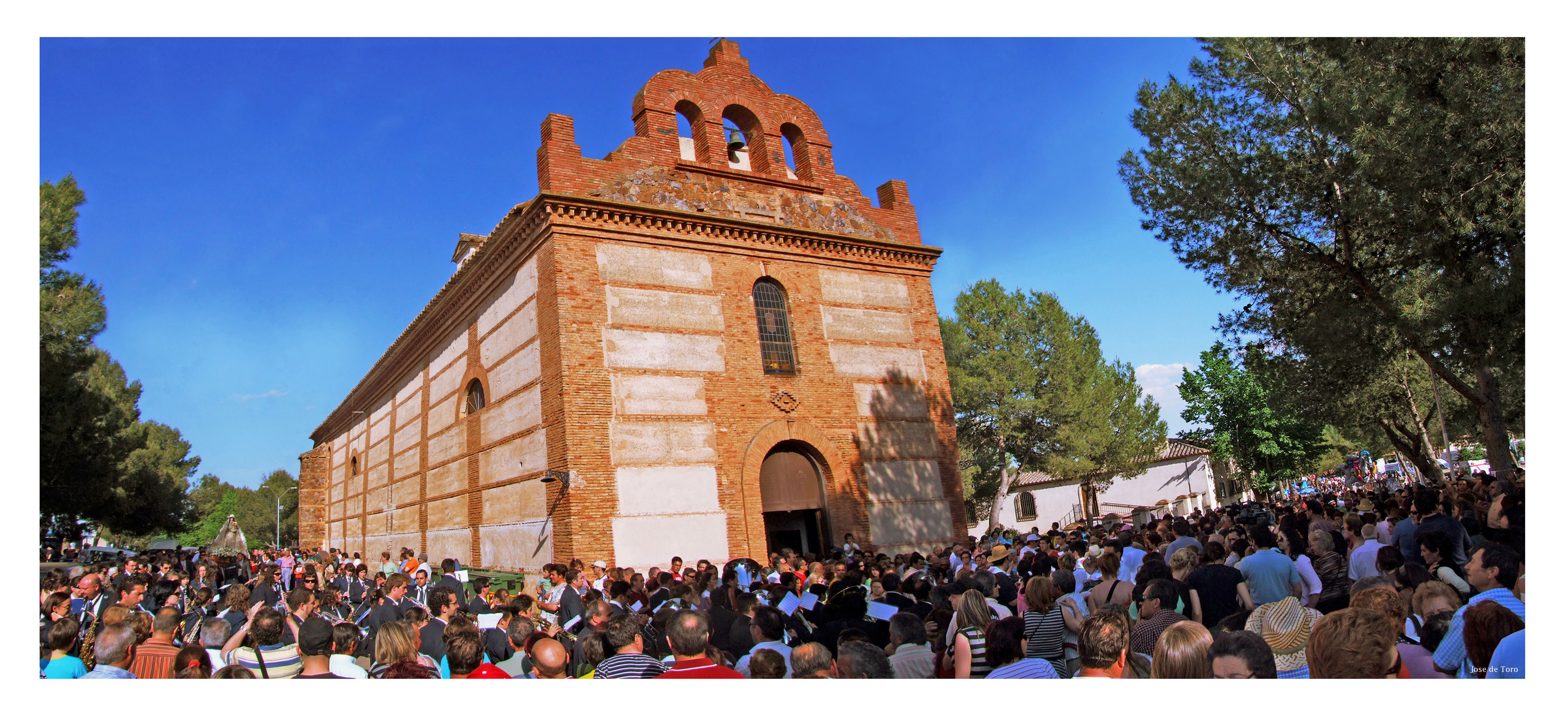
Panorámica de la procesión en torno al Santuario del Monte en el año 2008.

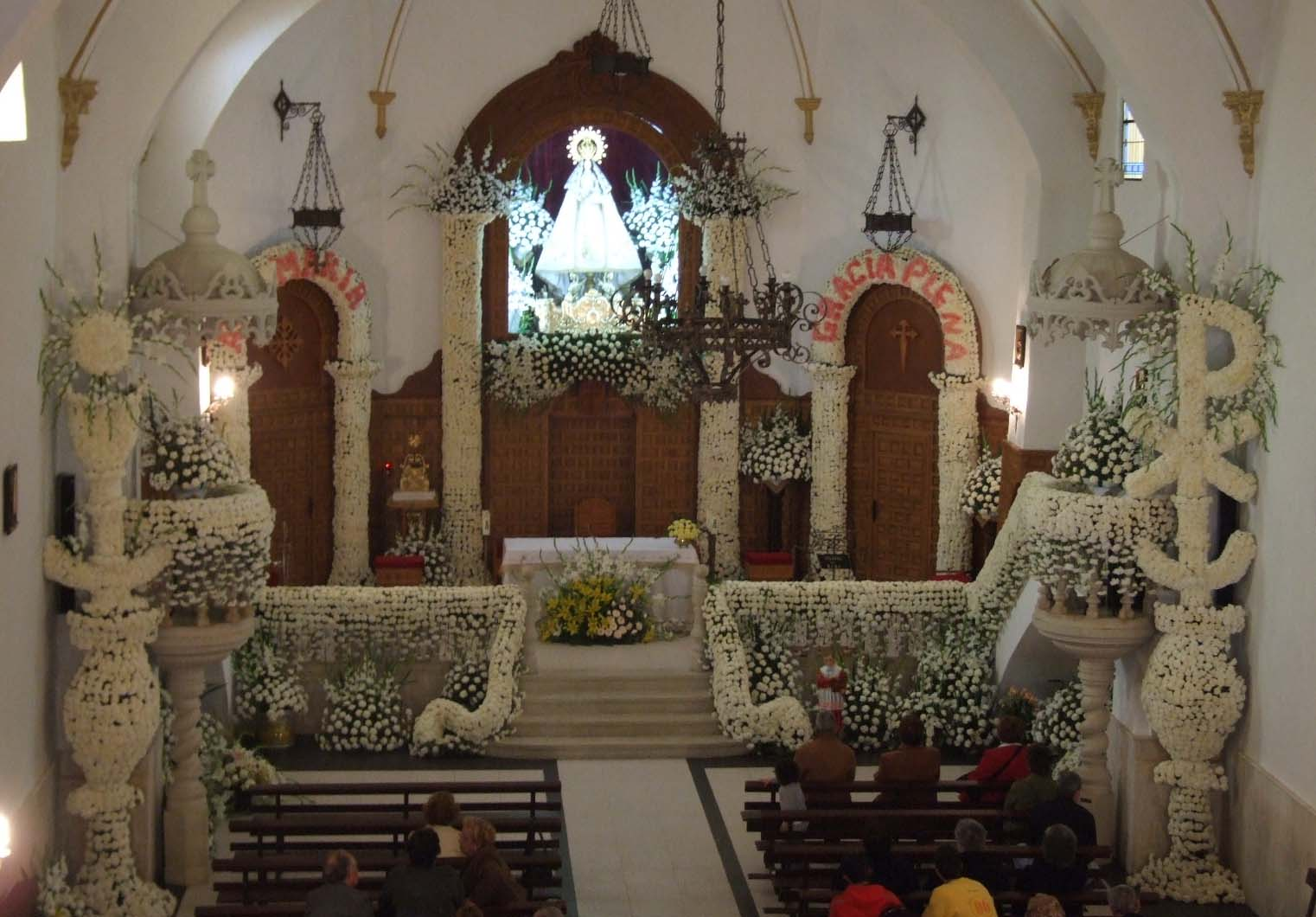
Ermita grande, ornamento floral.

La romería Virgen del Monte se celebra en los aledaños de ambas ermitas, el último domingo de abril con una gran participación de público. Esos días se pueden reunir entre 20.000 y 25.000 romeros en los “rasos”, terrenos propiedad de la hermandad de la Virgen del Monte. Dura tres días, del sábado al lunes, aunque se puede decir que comienza el viernes. El domingo por la tarde se celebra la procesión alrededor de la ermita, con la llamativa tradición de colgar los donativos (billetes) en el manto de la virgen, finalizada la procesión a las puertas de la ermita, se subasta el estadal (medalla de oro) que ha llevado la virgen durante su festividad. En los “rasos” se reúnen las familias y los grupos de amigos en los famosos "corros" o "chozos", previamente colocados para tal ocasión, degustando la gastronomía típica manchega como la caldereta manchega, migas y las chuletas de cordero, en la que también beben y se divierten. 
La romería Virgen del Monte en nuestros días no ha perdido nada de la importancia que siempre tuvo en Bolaños, al contrario, incluso se ha ido incrementando. Ya en el siglo XX y principios del XXI se ha consolidado como la celebración por excelencia de los bolañegos. Así, se ha convertido en la romería más importante de Castilla-La Mancha.
Los cambios sociales y económicos han hecho evolucionar la fiesta. Lo que antes era una comida en el campo se ha convertido en una feria por su mayor duración y diversidad en la que ponen atracciones como entretenimiento para los más jóvenes.

### Los traslados

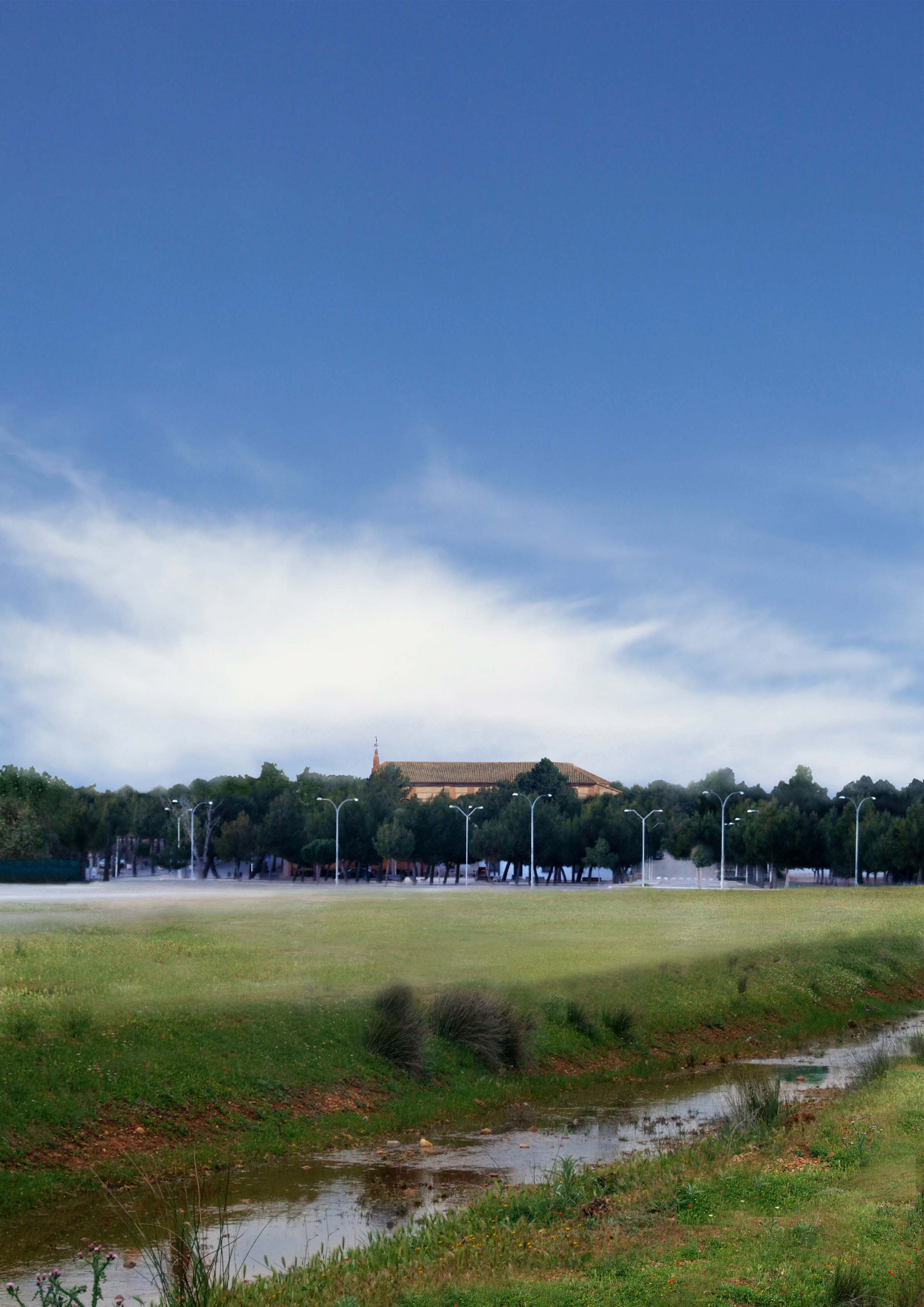
Santuario del Monte desde el arroyo Cuetos.

Tienen lugar el primer domingo de septiembre y el primer domingo después de epifanía, traída y despedida de la Virgen del Monte.
El primer domingo de septiembre, se trae desde su ermita hasta el pueblo en procesión y permanecerá en la iglesia parroquial de San Felipe y Santiago hasta el primer domingo después de la epifanía del señor (domingo después de reyes). En la traída de la Virgen en septiembre, la virgen se va parando a lo largo de su entrada en la ciudad por distintas mesas adornadas con flores y arcos. En cada parada de la virgen se le ofrenda con los tradicionales “castillos de pólvora” que llenan la noche de luz y de color. Ya adentrados en las fiestas patronales de Bolaños de Calatrava procesiona también en la noche del día 15 de septiembre acompañada de hermanos y autoridades civiles y religiosas.
La imagen de la virgen permanece 4 meses en la iglesia parroquial de Bolaños, y 8 meses en el santuario, cuatro en la ermita pequeña y otros 4 en la ermita grande.

### La procesión de septiembre

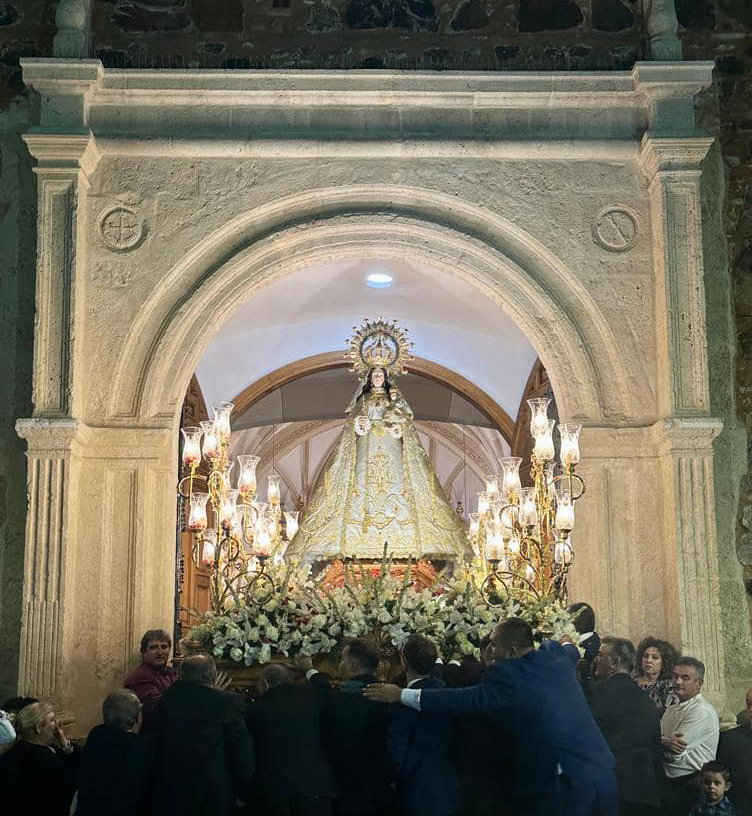
Nuestra Señora del Monte en la procesión del 15 de septiembre de 2023 en Bolaños.

En el marco de las fiestas patronales de Bolaños de Calatrava la noche del 15 de septiembre de cada año se celebra la solemne procesión de la Virgen del Monte en la que participaran todos los hermanos autoridades civiles y religiosas. Durante los nueve días posteriores se reza el novenario del Padre Hilarión compuesto en su honor, durante el mismo la virgen permanece en el altar, finalizado éste, será de nuevo subida al camarín donde permanecerá hasta su vuelta a la ermita.

### Año Jubilar de Nuestra Señora del Monte
Con motivo del 50 aniversario de la Coronación Canónica de Nuestra Señora del Monte su Santidad del Papa Francisco, desde la Santa Sede, concedió un año Jubilar desde el 24 de mayo de 2015 al 22 de mayo de 2016. El año Jubilar finalizó con la celebración eucarística presidida por el obispo de la diócesis de Ciudad Real, Don Gerardo Melgar Viciosa, en el mismo lugar que se realizó la de 1966. Esa misma tarde se celebró una magna procesión con la participación de más de 40 hermandades patronales de diferentes pueblos de La Mancha.

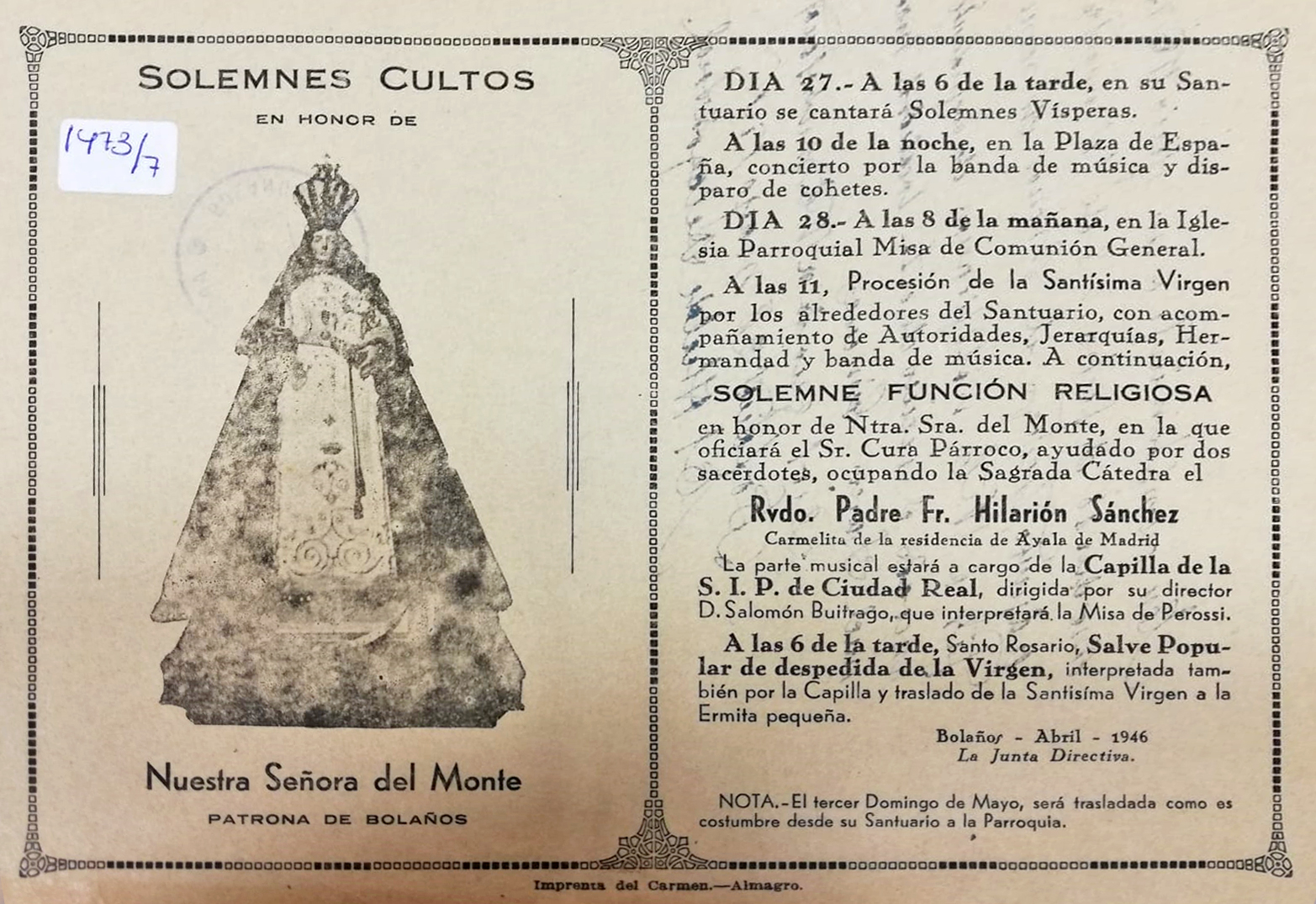
Solemnes cultos de la romería de Nuestra Señora del Monte, patrona de Bolaños, en 1946.

A lo largo del año jubilar se realizaron diferentes proyectos como la construcción de una vía verde de 4 kilómetros de longitud desde la localidad de Bolaños de Calatrava al Santuario de la Virgen del Monte, la realización de un estudio arqueológico en la ermita antigua, la elaboración de un manto de encaje de bolillos realizado por 50 encajeras bolañegas o dos publicaciones una sobre el culto a la Virgen del Monte y su historia, y otra sobre la colección de exvotos narrativos del santuario. Además se realizaron otros actos conmemorativos como una exposición del tesoro de la Virgen, la publicación de un cupón de la ONCE conmemorando la efeméride, la celebración del sacramento de la confirmación con una misa de campaña en los jardines aledaños a la ermita o espectáculos musicales como el realizado por la asociación Babel "Las Cantigas de Santa María" de Alfonso X el Sabio.

## Hermandad Virgen del Monte de Madrid

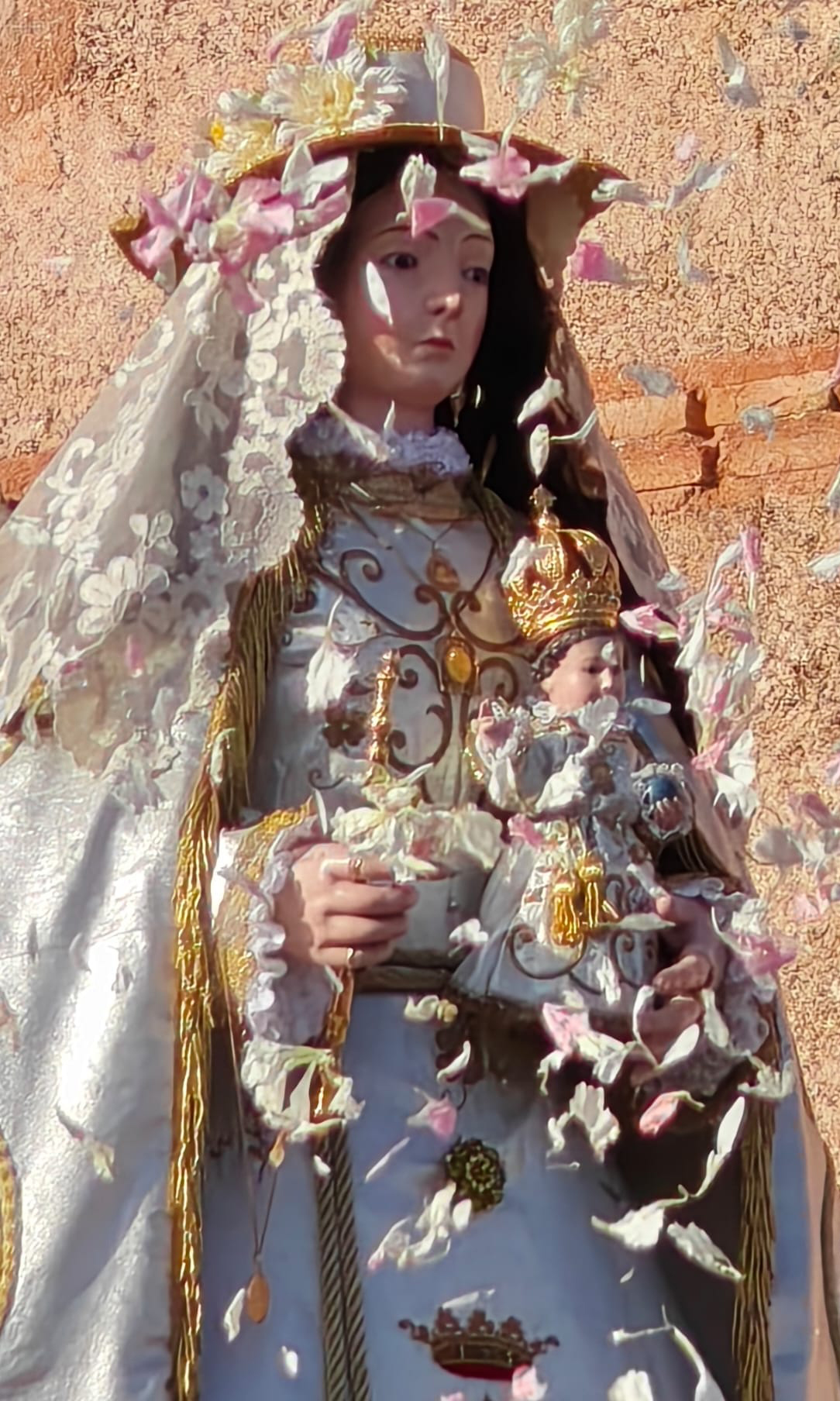
La Virgen del Monte durante la procesión de la romería 2024

En el año 1969 Dª María Martín y sus hermanos Estrella y Ramón junto con un grupo de bolañegos, fundaron en la ciudad de Madrid una asociación filial a la Hermandad de Ntra. Sra. del Monte, Patrona de Bolaños. Entre los componentes también destacó por su  importante labor D. Celedónio Gutiérrez Maróto, consiliario de la asociación madrileña, sacerdote natural de Bolaños, capellán del Monasterio de las Descalzas Reales y canónigo del Cabildo de la Catedral de la Almudena (Madrid) . Desde sus inicios esta Asociación rindió culto a la Virgen del Monte patrona de Bolaños en Madrid en la Iglesia de los Santos Justo y Pastor (Madrid), conocida como Iglesia de las Maravillas, en el barrio de Malasaña. Sin embargo, con el paso de los años y el fallecimiento de gran parte de los miembros, la asociación religiosa perdió fuerza y a finales de los años 90 se decidió donar la corona de la imagen a la Hermandad Matriz de Bolaños, quedando únicamente la talla y su ajuar. Es en el año 2015 cuando se intenta impulsar de nuevo la devoción y veneración de la imagen madrileña a través de los cultos en la capital, y se programa la primera salida procesional en 2017; participando en la Magna procesión de hermandades del año Jubilar de San Blas, patrón de Villamanta. De esta manera y en su primera salida procesional, la imagen adquiere el Jubileo Blasiano. Este mismo año y tras las obras de rehabilitación de la Iglesia de las Maravillas, concluidas en 2016, el arzobispado de Madrid confía el templo de Nuestra Señora de las Maravillas a la Comunidad de Sant'Egidio, y la comunidad parroquial es absorbida por la Iglesia de San Ildefonso, trasladando por tanto la imagen de la Virgen a este templo de la calle Colón donde actualmente se venera. La solemne procesión del traslado de la Virgen del Monte, segunda de su historia y entronización de la imagen de la Virgen en su nueva sede canónica, tuvieron lugar por el barrio de Malasaña y se celebraron el 21 de octubre de 2017; a hombros de bolañegos residentes en Madrid y también de otros tantos desplazados desde el pueblo para portar a la imagen, fue acompañada por tres magníficos jóvenes músicos bolañegos, escoltada por el Escuadrón de Honores del Real Gremio de Halconeros de España y contó con la participación de la Asociación anfitriona de Madrid y la Hermandad Matriz de Bolaños, asociaciones bolañegas como Oramfys junto con otras ilustres hermandades:

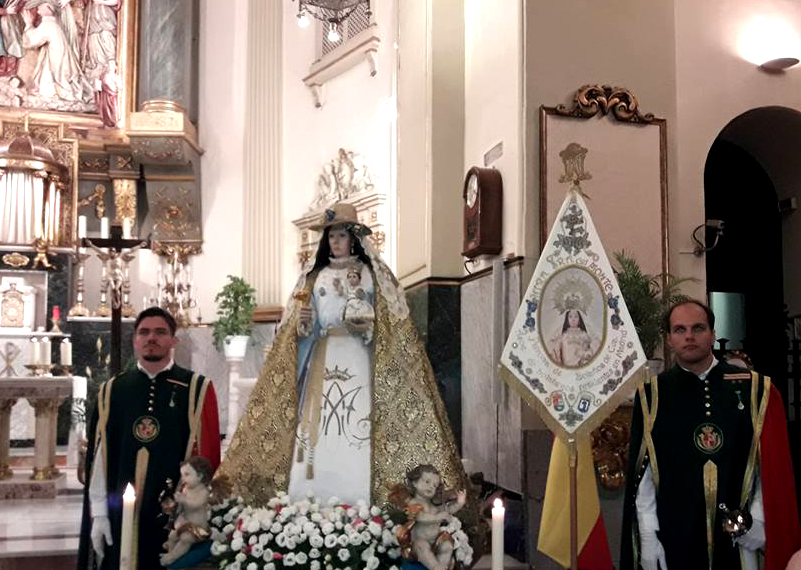
Entronización de la replica madrileña de la Virgen del Monte en la Iglesia de San Ildefonso de Madrid.

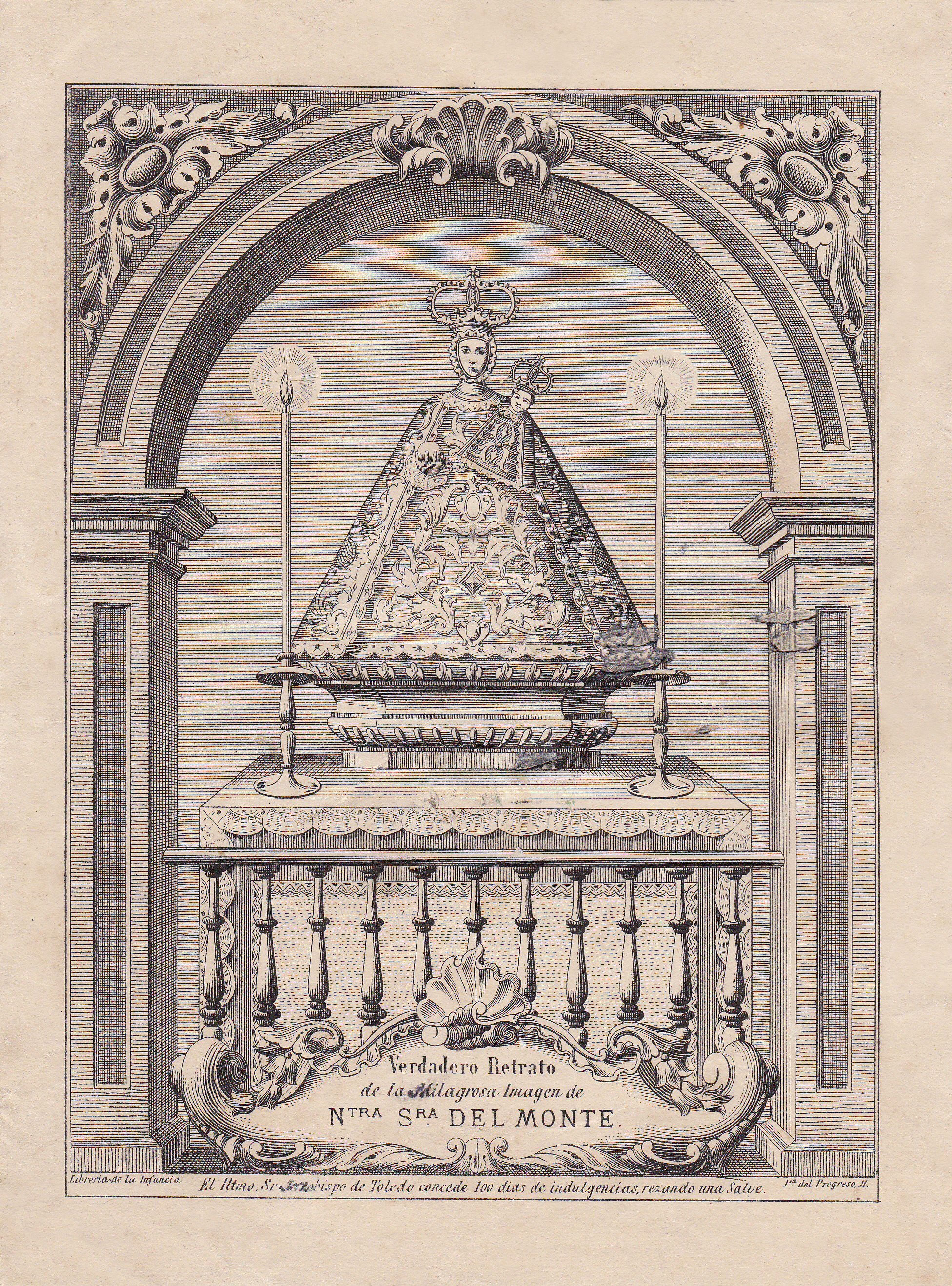
Grabado del de la imagen de Ntra. Sra. del Monte.

- Real Esclavitud de Santa María la Real de la Almudena patrona de la Archidiócesis de Madrid.
- Real Congregación del Cristo de los Alabarderos.
- Real Congregación Nuestra Señora de los Siete Dolores de Madrid.
- Hermandad de la Borriquita de Madrid.
- Hermandad de la Santa Cruz de Canjáyar de Madrid.
- Hermandad Nuestra Señora de los Dolores de Villamanta.
- Primitiva Archicofradia y Esclavitud de Nuestra Señora del Pilar de la parroquia de Santa Cruz.
- Ilustre, Sacramental y Fervorosa Hermandad de Nuestro Padre Jesús Nazareno del Buen Silencio de Villamanta.
- Hermandad de la Virgen del Socorro, patrona de Villamanta.
- Hermandad de Nuestra Señora de la Esperanza patrona del Clg. Oficial de Agentes Comerciales de Madrid.
- Pontificia y Real Archicofradía de Ntra. Sra. de las Maravillas.
- Hermandad filial de Ntra. Sra. De Nazaret en Madrid
- Hermandad de la Virgen de Butarque, patrona de Leganés y copatrona de la diócesis de Getafe..

La tercera salida procesional de la imagen se produjo con motivo del 50 aniversario de la fundación de la hermandad para dicha conmemoración el obispo emérito de Ciudad Real monseñor Antonio Algora oficio una solemne función eucarística el 24 de febrero de 2019. La eucaristía contó con la participación de una veintena de hermandades procedentes de Castilla - La Mancha y la Comunidad de Madrid, así como una gran representación de autoridades civiles. Los actos conmemorativos finalizaron con la procesión de la Virgen por las calles del barrio de Malasaña acompañada por los acordes de la Agrupación Musical Nuestro Padre Jesús Nazareno "el pobre" de Madrid.

## Referencias

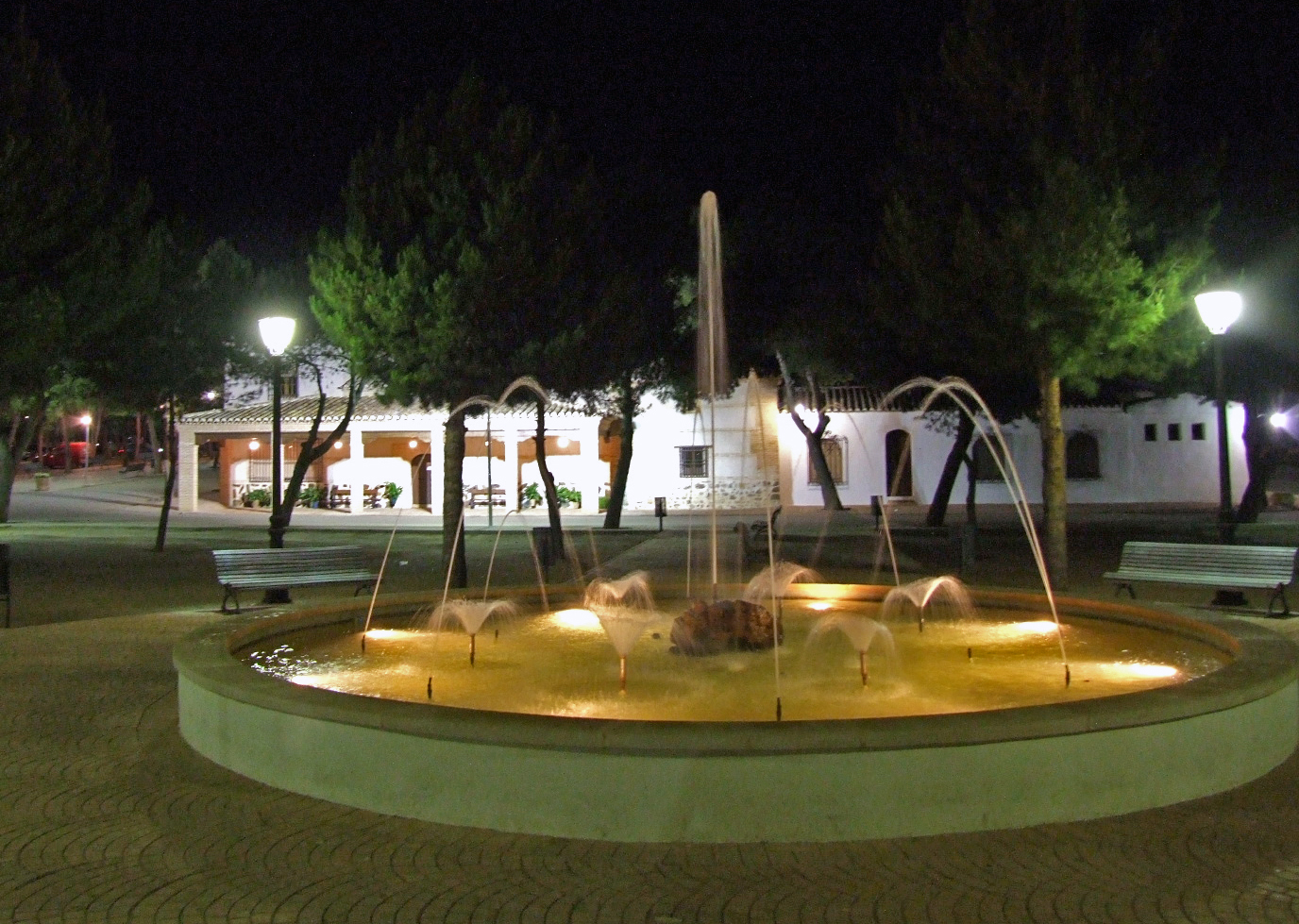
Jardines aledaños a la ermita de la Virgen del Monte. Año 2007

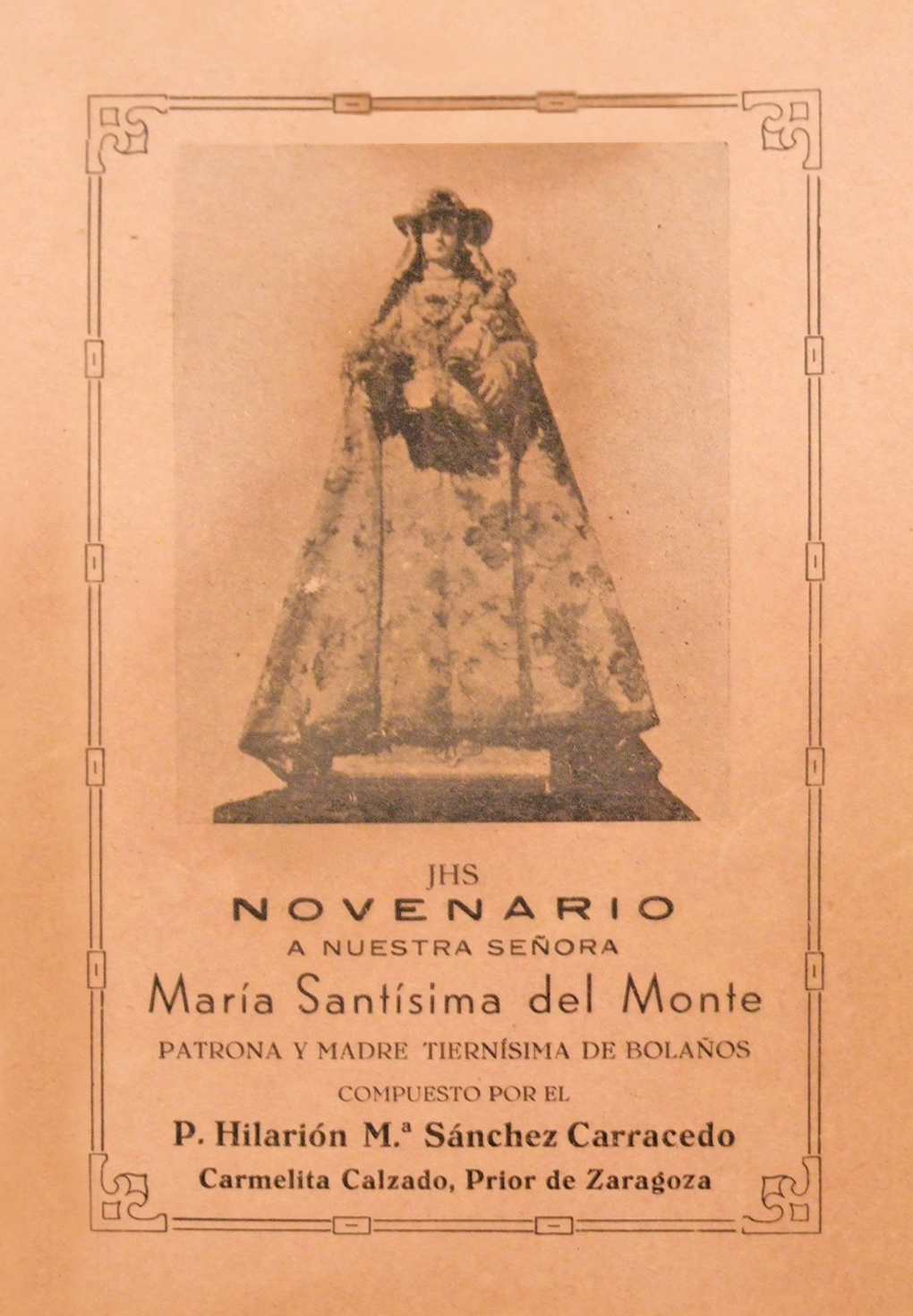
Novenario del padre Hilarión María Sánchez Carracedo (1947)